# Pháo đài Warszawa
Pháo đài Warsaw (tiếng Ba Lan: Twierdza Warszawa, tiếng Nga: Варшавская крепость) là một hệ thống công sự được xây dựng tại Warsaw, Ba Lan trong thế kỷ 19 khi thành phố này là một phần của Đế quốc Nga. Pháo đài thuộc về một chuỗi pháo đài được xây dựng trong thời kỳ Quốc hội Ba Lan và khu vực tiếp giáp với nó trong thời kỳ này. Nó được xây dựng theo từng giai đoạn, với phần đầu tiên, được gọi là Thành cổ Warsaw, được xây dựng vào những năm 1832-1834, ngay sau cuộc nổi dậy vào tháng 11 năm 1830. Công sự ban đầu này sau đó được tiếp tục cải thiện bằng việc bổ sung thêm pháo đài ở khu vực lân cận, với công việc cuối cùng đã hoàn thành vào năm 1874. Năm 1879, chính phủ của Đế quốc Nga đã quyết định tiến hành mở rộng pháo đài lớn, trong đó sẽ kết hợp một hệ thống pháo đài lớn bao quanh toàn thành phố. 20 pháo đài hình thành hệ thống mới này được xây dựng từ năm 1883 đến năm 1890. Đã có kế hoạch kết hợp pháo đài Warsaw với Pháo đài Modlin gần đó bằng cách xây dựng một chuỗi pháo đài kết nối, nhưng công việc này chỉ được thực hiện một phần. Sự tiến bộ nhanh chóng trong sức mạnh của pháo binh bao vây đòi hỏi pháo đài phải liên tục được tăng cường. Trong thời kỳ cuối cùng trong sự tồn tại của nó, pháo đài bao gồm 29 pháo đài và các công trình chính, bao gồm các pháo đài cũ của Thành cổ, được củng cố bởi nhiều công sự nhỏ hơn.
Do thất bại trong cuộc chiến với Nhật Bản năm 1904-1905, Đế quốc Nga đã tiến hành suy nghĩ lại về chiến lược quân sự của mình. Là một phần của sự đánh giá lại này và kết quả là những thay đổi trong việc triển khai chiến lược, đã quyết định rằng việc duy trì Pháo đài Warsaw không còn hiệu quả về mặt kinh tế. Năm 1909, quyết định đã được đưa ra để xóa bỏ pháo đài. Công việc bắt đầu để phá hủy nó nhưng tiến hành chậm. Năm 1913, với tình hình quốc tế ngày càng tồi tệ ngay trước khi Chiến tranh thế giới thứ nhất bùng nổ, quyết định đã bị đảo ngược và công việc vội vã bắt đầu đưa pháo đài trở lại để sẵn sàng chiến đấu. Những tuyến phòng thủ này không bao giờ được đưa vào thử nghiệm, vì Warsaw đã được quân đội Nga sơ tán mà không cần chiến đấu vào tháng 8 năm 1915, trong cuộc rút lui chung vào mùa hè năm đó.

Sau khi Ba Lan giành lại độc lập vào năm 1918, việc tháo dỡ một số công sự được thực hiện lại, những công sự khác đã bị Quân đội Ba Lan tiếp quản và sử dụng làm nơi lưu trữ hoặc doanh trại, mặc dù trong nhiều năm, những thứ này dần dần bị bỏ hoang. Một số pháo đài đã được chuẩn bị ngắn gọn để phòng thủ trong Trận Warsaw năm 1920, một số khác đã chiến đấu dữ dội trong cuộc bao vây thành phố vào tháng 9 năm 1939 mặc dù sức mạnh phòng thủ của chúng bị giảm đi rất nhiều do những tiến bộ trong công nghệ quân sự. Ngày nay, nhiều pháo đài vẫn còn tồn tại, nhưng một số đã được xây dựng và không còn dấu vết nào về chúng. Hiện tại thành phố thiếu một khái niệm thống nhất trong việc sử dụng chúng, mặc dù giá trị lịch sử của chúng vẫn được công nhận. Chúng hầu hết không được duy trì và do đó không mở cửa cho công chúng tham quan. Chỉ có Thành cổ và một số pháo đài liền kề của nó được duy trì tốt và mở cửa cho khách du lịch. 

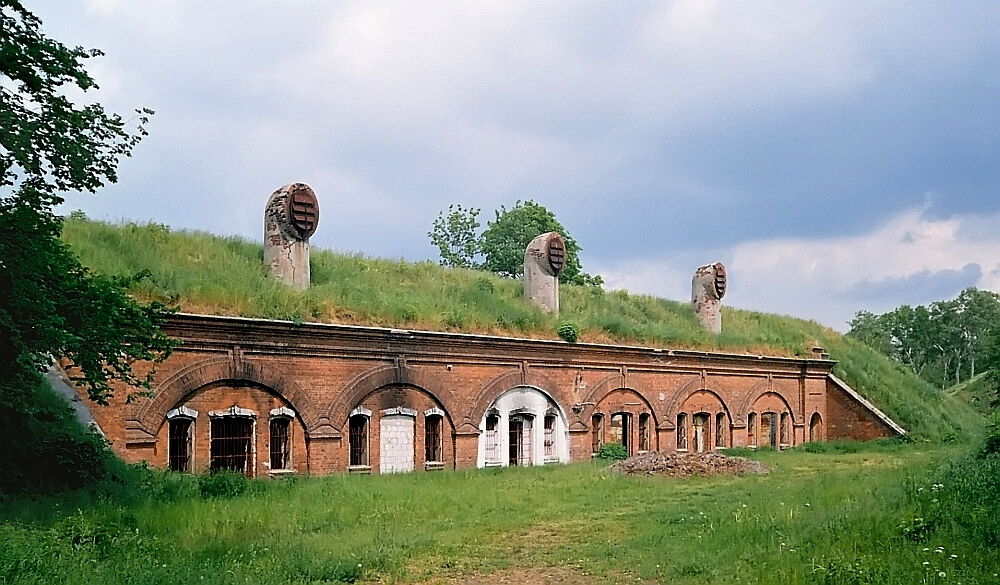
Doanh trại ở pháo đài P Bema
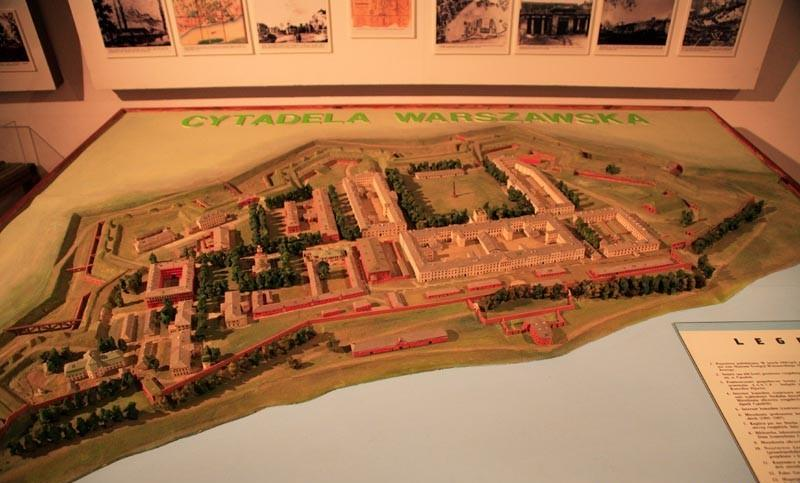
Mô hình thành cổ Warsaw
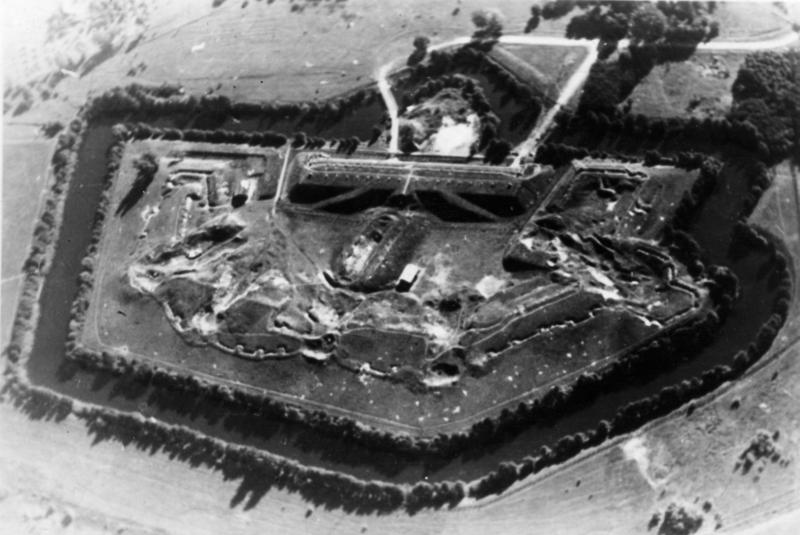
Pháo đài II Wawrzyszew năm 1939
Bản đồ cho thấy pháo đài Warsaw và Modlin, với các công trình kết nối (một số chưa từng được xây dựng)

1. ↑  Lech Królikowski. Twierdza "Warszawa". Warszawa: Bellona, 1994.